# Schrämklein
Als Schrämklein bezeichnet man im Bergbau die beim Schrämen anfallenden Kohlenstücke mit unterschiedlicher Korngröße. Um die Hereingewinnung der unterschrämten Massen zu erleichtern, muss das Schrämklein so schnell wie möglich aus der Schram entfernt werden. Des Weiteren ist der Bergmann bemüht, die anfallende Schrämkleinmenge so gering wie möglich zu halten.

## Grundlagen
Beim Schrämen von Kohlenflözen fällt arbeitsbedingt ein bestimmter Anteil an Kleinkohle an. Dieser Anteil setzt sich zusammen aus kleineren Kohlenstücken und Feinkohle. Diese Feinkohle war lange Zeit für Feuerungszwecke ungeeignet und wurde in der Regel als wertloses Produkt auf Halde gekippt. Oder die Bergleute sortierten die Grobkohlen mühsam aus dem Schrämklein heraus und ließen die Feinkohlen in den Grubenbauen zurück. Allerdings ist dieses aus Sicherheitsgründen wenig ratsam, da es, insbesondere dann, wenn es sich um größere Kohlenansammlungen handelt, zu einer gefährlichen Erwärmung der Feinkohle kommen kann. Bei Flözen mit geringerer Mächtigkeit kommt es zu einem stärkeren Anfall von Schrämklein als bei Flözen mit größerer Mächtigkeit.

## Umgang mit dem Schrämklein
Wenn es möglich war, versuchten die Bergleute den Anfall von Schrämklein und hierbei insbesondere die Feinkohlen zu verringern oder zu vermeiden. Dies geschah, indem sie die Höhe des Schrams möglichst niedrig hielten. Dort, wo ein Flöz mit Zwischenmitteln vorhanden war, legte man den Schram in das Zwischenmittel, sodass keine Feinkohle anfiel. Durch den Einsatz von Kettenschrämmaschinen lässt sich die Größe des Schrämkleins beeinflussen, da hierbei gröberes Schrämklein anfällt. Zudem lässt sich mit diesen Maschinen die Schrämkleinmenge um bis zu 25 Prozent verringern. Das Schrämklein wurde von den Bergleuten teilweise aber auch unter Tage genutzt, um z. B. ein Bett für Holzpfeiler zu bilden. Mit der Einführung der Brikettierung von Steinkohlen konnte auch die vorhandene Feinkohle zu Heizzwecken verwendet werden.